# Creek Town
Creek Town (Obioko) és una ciutat de Nigèria, capital del regne tradicional d'Obioko. Fou coneguda pels europeus com a Creek Town i estava situada prop de la ciutat de Calabar (Old Calabar). El seu nom original fou Esit Edik (Ikotitungko). Fou la primera capital permanent del poble efik; els seus reis van portar el títol d'edidem.
Vegeu Regne d'Obioko